# Praeradiolites
Praeradiolites je rod rudista koji pripada porodici Radiolitidae.

## Rasprostranjenost
Ostatci roda Praeradiolites pornađeni su u: Crnoj Gori, Češkoj, Egiptu, Francuskoj, Grčkoj, Gvatemali, Hrvatskoj, Iranu, Italiji, Kubi, Mađarskoj, Narodnoj Republici Kini, Nizozemskoj, Njemačkoj, Omanu, Rumunjskoj,  Sloveniji, Somaliji, Srbiji, Španjolskoj, Tunisu, Turkmenistanu i Turskoj. Među lokacijama u Hrvatskoj gdje su pronađeni ostatci ovog roda su: Fenoliga i južna Istra.